# Arie de Winter
Arend Harm (Arie) de Winter (28 augustus 1915 - Wassenaar, 1 januari 1983) was een Nederlands voetballer.
De Winter speelde 261 wedstrijden voor HFC Haarlem, waarmee hij als aanvoerder in 1946 Nederlands kampioen werd. Hij maakte deel uit van de selectie van het Nederlands voetbalelftal voor het wereldkampioenschap voetbal in 1938, maar kwam nooit in actie voor Oranje.

## Erelijst
- HFC Haarlem
  - Landskampioen: 1946